# Cees van der Knaap
Cornelis (Cees) van der Knaap (Bennekom, 27 januari 1951) is een Nederlands voormalig politicus van het CDA. Tot eind 2007 was hij staatssecretaris van Defensie. Van 2008 tot 2017 vervolgde hij zijn politieke loopbaan als burgemeester van Ede. Op 30 augustus 2017 nam Van der Knaap afscheid als burgemeester van Ede.

## Levensloop
Na de MULO werkte Van der Knaap bij Vroom & Dreesmann. Van 1970 tot 1975 was hij beroepsmilitair voor de Koninklijke Landmacht. Hij was werkzaam in Ede bij 106 Verbindingsbataljon in de rang van korporaal. Daarna werkte hij bij de douane. Hij volgde de korte douane-opleiding in Elspeet. Actief als (kader)lid van de ARKA. In 1978 trad hij in dienst bij het CNV, eerst als lid van het bestuur van het district Zuid-Holland, later in 1987 als lid van het hoofdbestuur van de vervoersbond van het CNV. In 1992 werd hij lid van het hoofdbestuur van het CNV als coördinator arbeidsvoorwaardenbeleid en later algemeen secretaris. Hij was verder onder meer lid van de raad van toezicht van het psychiatrisch ziekenhuis Bavo in Rotterdam, van het bestuur van de Vereniging voor Christelijk Voortgezet Onderwijs in diezelfde stad, van de Raad van Commissarissen van de Arbo Unie Rijnmond en van de Raad van Commissarissen van Uitzendbureau Start.
In 1998 werd Van der Knaap voor het CDA lid van de Tweede Kamer.

### Staatssecretaris
Van der Knaap trad op voordracht van het CDA toe als staatssecretaris van Defensie in het kabinet-Balkenende I en het kabinet-Balkenende II. In die functie viel hij vooral op toen hij in april 2005 in een interview in de Volkskrant had gepleit voor een eerherstel voor de aanspreekvorm "Excellentie" voor bewindslieden. De korte ophef die daarop ontstond verbaasde hem echter, omdat hij naar eigen zeggen het voorstel als een grap had bedoeld.
Van der Knaap is de enige staatssecretaris uit het kabinet-Balkenende III die ook in het kabinet-Balkenende IV terugkeerde, en wel op dezelfde post. Hij liet vrijwel meteen na de installatie van het nieuwe kabinet in 2007 weten dat hij imams zou aanstellen voor de geestelijke verzorging van moslims in de Nederlandse krijgsmacht.
In het op 28 oktober 2006 verschenen boek Een man tegen de Staat over de affaire van defensieklokkenluider Fred Spijkers, schreef journalist Alexander Nijeboer over Van der Knaap dat de bewindsman in deze zaak twintigmaal de Tweede Kamer had voorgelogen. Hierbij zou Van der Knaap mogelijk valsheid in geschrifte hebben gepleegd. Van der Knaap startte een bodemprocedure tegen de auteur, waarna op 10 juni 2007 het juridisch conflict werd geschikt. Nijeboer mag schrijven dat Van der Knaap twintigmaal de Tweede Kamer voorloog, maar niet dat hierbij door de bewindsman mogelijk valsheid in geschrifte is gepleegd.

### Burgemeester

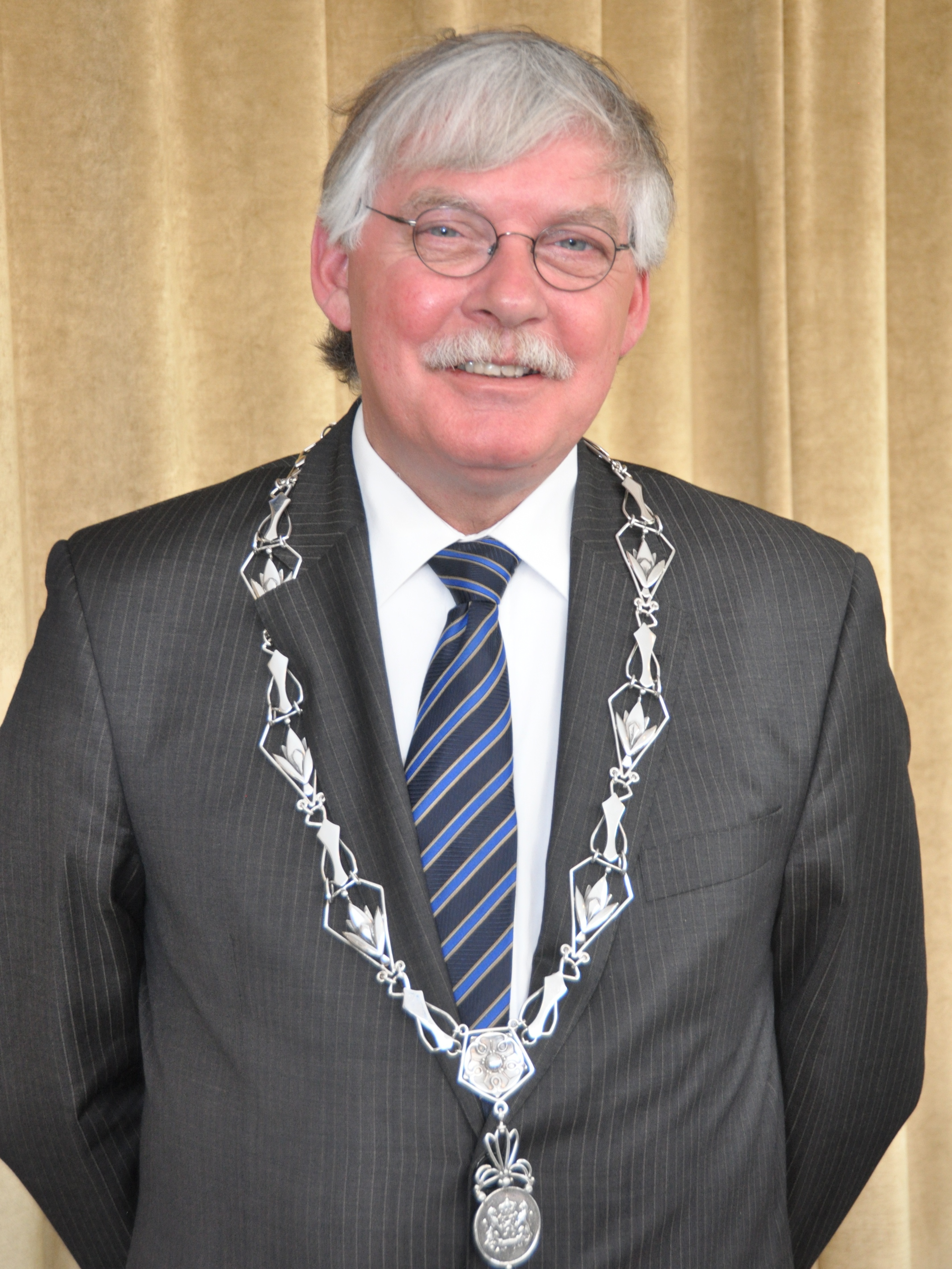
Van der Knaap als burgemeester van Ede

Op 13 november 2007 sprak de gemeenteraad van Ede zijn voorkeur uit voor Van der Knaap als opvolger van burgemeester Roel Robbertsen. Na de formele procedures werd hij op 21 januari 2008 als burgemeester van Ede geïnstalleerd. Partijgenoot Jack de Vries volgde hem op als staatssecretaris van Defensie.
In oktober 2013 besloot de gemeenteraad om Van der Knaap voor te dragen voor een nieuwe termijn van zes jaar. Op 3 januari 2014 maakte Van der Knaap zelf bekend dat de Kroon hem voor een tweede termijn had benoemd. Als burgemeester had hij te maken met ongeregeldheden veroorzaakt door Marokkaanse jongeren in de wijk Veldhuizen, en met verzet tegen het onderbrengen van zo'n 600 asielzoekers in 2015.
Begin 2017 gaf hij aan in september van dat jaar te willen stoppen. De gemeenteraad van Ede droeg René Verhulst voor als nieuwe burgemeester van Ede. Op 30 augustus 2017 nam Van der Knaap afscheid als burgemeester van Ede.

## Persoonlijk
Cees van der Knaap is getrouwd en heeft twee kinderen. Hij is lid van de Rooms-Katholieke Kerk.